# Инсургент (роман)
Инсургент (англ. insurgent — «мятежник», «повстанец») — вторая книга трилогии американской писательницы Вероники Рот, написанной в жанре постапокалиптической антиутопии. В США вышла 1 мая 2012 года. Первая книга вышла 3 мая 2011 года и называется «Дивергент», третья — «Эллигент» вышла 22 октября 2013 года.
Была включена в список бестселлеров по версии Publishers Weekly за 2014 год.
Премьера одноименной экранизации книги с Шейлин Вудли и Тео Джеймсом в главных ролях состоялась 11 марта в Великобритании и 19 марта 2015 года в России.

## Предыстория
Первая книга трилогии рассказывает о том, как Чикаго в будущем делится на 5 фракций. Тех людей, кто проходят испытания и принадлежат сразу к нескольким фракциям, называют дивергентами. В связи с их неординарным образом мышления, они не могут контролироваться и считаются опасными.

## Сюжет
Беатрис (Трис) Прайор, Тобиас (Фор) Итон, Маркус, Калеб и Питер добираются до земель Дружелюбных, где Маркус знакомит их с представителем Дружелюбных — Джоанной Рейес. Она дает разрешение остаться им на ночь. На следующий день Дружелюбные проводят голосование, по итогам которого они решают создать из своего штаба убежище для членов всех фракций. Вечером Трис подслушивает разговор Маркуса и Джоанны и узнает, что Маркус обладает какой-то важной информацией и делиться ей с Джоанной не хочет. Маркус решает покинуть земли дружелюбных вместе с Отреченными и вернуться в город. Трис пытается разузнать у Маркуса, что за информацию он не поведал Джоанне, но её попытка тщетна. Трис мучают ночные кошмары, в которых она видит Уилла, но Тобиасу рассказать об убийстве боится.
Питер крадет у Трис жесткий диск и между ними завязывается драка. Дружелюбные разнимают их, а Тобиас отбирает диск у Питера. Дружелюбные ведут Трис в комнату конфликтов, где ей делают укол мирной сыворотки, после которого она становится очень миролюбивой. Когда сыворотка прекращает своё действие, Трис выходит на прогулку и обнаруживает, что к территории Дружелюбных приближаются грузовики Эрудитов. Трис сообщает об этом остальным и они решают притвориться Дружелюбными, но их разоблачают. Трис, Калеб, Тобиас и Сьюзен бегут от Дружелюбных в город. По дороге они садятся в поезд и встречают там бесфракционников. Среди них оказывается Эдвард. Он угрожает вытолкнуть беженцев с поезда, но как только узнает что фамилия Тобиаса — Итон, резко меняет свою позицию. Поезд достигает территории бесфракционников и пассажиры сходят с него. Там Тобиас встречает свою мать, Эвелин Джонсон, которая считалась мертвой. Тобиас, Трис, Калеб и Сьюзен остаются на некоторое время у бесфракционников. Трис узнает, что её отец был рожден в Эрудиции и в юности дружил с Джанин Мэттьюс и подслушивает разговор между Эвелин и Тобиасом. Эвелин просит Тобиаса стать лидером Бесстрашных и уговорить их примкнуть к бесфракционникам. Калеб и Сьюзен отправляются повидаться с Отреченными, а Трис и Тобиас в штаб Искренних.
Трис и Тобиаса арестовывают, как только они добираются до штаба Искренних. Их подвергают суду и вкалывают им сыворотку правды. В ходе разбирательства выясняется, что Тобиас покинул Отречение и присоединился к Бесстрашным, чтобы спрятаться от своего жестокого отца. Он уже был готов покинуть Бесстрашие и стать бесфракционником, но познакомился с Трис и передумал. А Трис под действием сыворотки сознается в убийстве Уилла. Кристина и Тобиас злятся на Трис из-за того, что она не рассказала им об этом раньше. На штаб Искренних нападают Бесстрашные-предатели во главе с Эриком. Эрик захватывает в плен несколько Дивергентов, среди них оказываются Трис и Юрайя. Он собирается взять с собой только двоих, а всех остальных пленных убить. Трис ранит Эрика ножом, Бесстрашные врываются в комнату и берут ситуацию под контроль. Они полагают, что Джанин создала новую сыворотку моделирования, которая позволят управлять жертвами более долго и с большего расстояния. После нападения Джек Кан, лидер Искренних, устраивает встречу с Эрудитами. Туда тайно пробираются Трис, Тобиас, Линн и Шона. На встречу приходит Макс и выдвигает условия, по которым Искренние должны отдать Эрудитам Эрика и список тех, кто не был поражен иглами с новой сывороткой моделирования. Трис выясняет, что Макса контролирует Джанин через наушник и это значит, что Джанин рядом. Но прежде, чем начать искать Джанин, Линн стреляет Максу в грудь. Шона, Трис, Тобиас и Линн встречаются с Джанин и её охраной, среди которой Питер.
В тот момент Питер сидел в кустах. Он помогает скрыться Джанин. Когда они убегают, в Шону стреляют и она становится парализованной. Вернувшись в штаб Искренних, Тобиас ругает Трис за то, что она безразлична к своей жизни, и что если она будет продолжать в том же духе, то им придется расстаться. Бесстрашные проводят тайное собрание и выбирают новых лидеров. Ими становятся Тобиас, Тори и Харрисон. Среди Бесстрашных ведется суд над Эриком, который требует, чтобы его убил Тобиас, что Тобиас и делает без всякого сожаления. Бесстрашные возвращаются в свой штаб и закрашивают все камеры. Трис и Тобиас встречаются с Эдвардом и Эвелин. Тобиас рассказывает Трис, что один из его страхов в пейзаже страха изменился, и вместо того, чтобы стрелять в девушку, он должен наблюдать за тем, как погибает Трис. Тобиас заключает соглашение с бесфракционниками и они вместе собираются уничтожить Эрудитов и создать новое правительство. Тем не менее Трис не доверяет Эвелин, которая оставила маленького Тобиаса вместе с издевавшимся над ним отцом.
В ту ночь Кристина и Трис обнаруживают Бесстрашных в моделировании, которое заставляет их прыгнуть с крыши. Они спасают юную девушку и брата Линн, Гектора, но спасти Марлен не удается и она спрыгивает с крыши. Эрудиты обещают повторять подобные моделирования, каждые 2 дня, если им не предоставят Дивергента. Кристина прощает Трис убийство Уилла, понимая, что моделирование делает человека полностью подконтрольным Джанин. Трис намерена пожертвовать собой и пойти к Эрудитам, но Тобиас просит пообещать ему, что она не пойдет. Тем не менее ночью Трис идет к Эрудитам, пока Тобиас спит.
Трис попадает в штаб Эрудитов и соглашается на исследования, которые будет проводить Джанин, если она будет рассказывать Трис о результатах. Там Трис видит Калеба, который оказывается предателем и работает на Джанин. Однажды вечером Трис видит в коридоре Тобиаса, который пытался спасти её. Джанин пытает Трис на глазах у Тобиаса, чтобы узнать от него, где прячутся бесфракционники. Джанин не может подобрать сыворотку моделирования для управления Трис и когда теряет самообладание, решается её казнить. Питер, который был назначен её палачом, подменяет сыворотку и спасает Трис от смерти. Трис, Питер и Тобиас совершают побег из штаба Эрудиции.
Вернувшись в сектор Отреченных, где собрались Бесстрашные и Бесфракционники, Тобиас ведет Трис в свой дом. Они признаются друг другу в любви. Трис встречается с Маркусом, который убеждает Трис, что её родители погибли, охраняя информацию, которую украла Джанин. Он настаивает на том, что информацию нужно обнародовать. Трис, Кристина и Маркус, замаскировавшись под Дружелюбных, проникают в штаб Дружелюбных и просят помощи у Джоанны. Джоанна проводит совещание в своей фракции и она вместе с некоторыми другими решает покинуть фракцию. Трис и Кристина говорят с Эрудитами, которые прячутся в Дружелюбии, среди них сестра Уилла — Кара, она соглашается помочь спасти информацию, которую украла Джанин.
В город возвращается группа людей, замаскированных под Эрудитов, во главе с Трис. Когда они добираются до штаба эрудитов, Кара начинает передачу данных Эрудитов на компьютеры в других фракциях. Трис, Кристина и Маркус идут искать личный компьютер Джанин. По дороге они натыкаются на боевую группу Эдварда. В схватке с Эдвардом Кристину ранят и она не может продолжать путь. Трис и Маркус вдвоем добираются до двух дверей и лишь одна из них ведет в кабинет к Джанин. Они разделяются. Трис, открыв дверь, попадает в моделирование, в котором ей нужно побороть свою проекцию. Понимая, что она в более отчаянной ситуации, она заставляет моделирование дать ей пистолет и сталкивается со своей виной за убийство Уилла, она стреляет и убивает свою проекцию. Попав в лабораторию, она застает там Тори, которая добивается признания от Джанин, что это именно под её командованием был убит брат Тори. Трис обезоруживает Тори и пытается объяснить, что нужно оставить Джанин в живых, чтобы они могли получить информацию из её компьютера. Но Тори не хочет слушать Трис и закалывает Джанин ножом в живот.
Тори называет Трис предательницей и хочет, чтобы её взяли под стражу. Тобиас узнает что Трис пришла сюда с Маркусом, и обвиняет её в предательстве. Юрайя сопровождает Трис и они находят Линн, которая ранена. Она умирает у них на руках. Эвелин заявляет о том, что фракции будут расформированы. Бесстрашные начинают бунтовать, но их сопротивление бесполезно, потому что все оружие в руках бесфракционников. Трис и Тобиас мирятся и Трис надеется, что между ними больше нет секретов. Тобиас и Калеб запускают видео, в котором женщина по имени Аманда Риттер смутно объясняет, что мир поврежден. Также она говорит, что присоединяется к фракциям и отныне её зовут Эдит Прайор, и что город будет запечатан до того времени, пока не объявится достаточное количество Дивергентов, тогда Дружелюбие откроет ворота и все люди смогут выйти за их пределы. Как только видео заканчивается, комната разражается большим количеством голосов.

## Персонажи
- Трис (Беатрис) Прайор — главная героиня романа. Дивергент. Бесстрашная. Бывшая отреченная. Встречается с Тобиасом.
- Тобиас Итон (Фор) — главный герой романа. Дивергент. Бесстрашный. Бывший отреченный. Встречается с Трис.
- Джанин Мэтьюс — лидер Эрудиции.
- Кристина — подруга Трис. Бесстрашная. Бывшая искренняя. Влюблена в Уилла.
- Ал (Альберт) — друг Трис. Бесстрашный. Бывший искренний. Кончает жизнь самоубийством в первой книге.
- Уилл — друг Трис. Бесстрашный. Бывший эрудит. Погибает от выстрела Трис в конце первой части романа. Влюблен в Кристину.
- Питер — враг Трис. Бесстрашный. Бывший искренний.
- Молли — враг Трис. Бесстрашная. Бывшая искренняя. После третьей ступени инициации оказывается афракционером.
- Дрю — враг Трис. Бесстрашный. Бывший искренний. После третьей ступени инициации становится афракционером.
- Калеб Прайор — брат Трис. Эрудит. Бывший отреченный.
- Натали Прайор — мать Трис . Так же, как и дочь, является Дивергентом. Отреченная. Бывшая бесстрашная. Погибает в конце первой книги, пытаясь защитить дочь.
- Эндрю Прайор — отец Трис. Отреченный, бывший эрудит. Погибает в конце романа, пытаясь защитить дочь в штаб-квартире Бесстрашия.
- Маркус Итон — отец Тобиаса. Отреченный. Лидер фракции.
- Эрик — Бесстрашный, бывший эрудит. Соперник Тобиаса. Один из пяти лидеров фракции. Погибает в середине второй части романа.
- Тори — Бесстрашная, бывший эрудит. Тату-мастер. Проводила проверку склонностей у Трис и Тобиаса.